# Grand Prix de Fourmies 2005
Il Grand Prix de Fourmies 2005, settantatreesima edizione della corsa e valida come evento dell'UCI Europe Tour 2005, si svolse l'11 settembre 2005, per un percorso totale di 200 km. Fu vinto dall'australiano Robbie McEwen che giunse al traguardo con il tempo di 4h25'02" alla media di 45,27 km/h.
Al traguardo 96 ciclisti portarono a termine il percorso.

## Ordine d'arrivo (Top 10)
| Pos. | Corridore            | Squadra       | Tempo    |
| ---- | -------------------- | ------------- | -------- |
| 1    | Robbie McEwen        | Davitamon     | 4h25'02" |
| 2    | Stefan van Dijk      | Mr Bookmaker  | s.t.     |
| 3    | Jean-Patrick Nazon   | AG2R Prév.    | s.t.     |
| 4    | Anthony Ravard       | Bouygues Tél. | s.t.     |
| 5    | Jean-Luc Delpech     | Bretagne      | s.t.     |
| 6    | Jon Bru              | Kaiku         | s.t.     |
| 7    | Linas Balciunas      | Agritubel     | s.t.     |
| 8    | Eddy Serri           | Barloworld    | s.t.     |
| 9    | Wouter Weylandt      | Quick Step    | s.t.     |
| 10   | Frédéric Mainguenaud | Bouygues Tél. | s.t.     |